# Mustafa Szalluf
Mustafa Szalluf, Moustafa Chellouf (arab. مصطفى شلوف; ur. 21 marca 1935 w Safakisie) – tunezyjski strzelec, olimpijczyk.
Uczestniczył w Letnich Igrzyskach Olimpijskich 1960 w Rzymie. Startował tylko w konkurencji strzelania z karabinu małokalibrowego w pozycji leżącej z 50 m, w której odpadł w kwalifikacjach (zajął w nich 83. miejsce – trzecie od końca).

## Wyniki olimpijskie
| Igrzyska | Konkurencja                       | Wynik                                         | Miejsce    | Źródło |
| -------- | --------------------------------- | --------------------------------------------- | ---------- | ------ |
| IO 1960  | Karabin małokalibrowy leżąc, 50 m | Kwalifikacje – 350 punktów (88-91-86-85) (NQ) | 83 (na 85) | [ 2 ]  |